# Vyděděnci
Vyděděnci (The Outcasts) je první kniha ze série Bratrstvo od australského spisovatele Johna Flanagana vydaná v roce 2011. Český překlad vyšel v roce 2012.

## Děj
Ve Skandii jsou dospívající kluci rozdělováni do bratrstev, ve kterých absolvují tříměsíční výcvik v boji se zbraněmi a námořnických dovednostech. Během výcviku mezi sebou jednotlivá bratrstva soutěží formou různých úkolů, které mají zadané od velitelů výcviku. Za každý úkol je vítěznému bratrstvu přiděleno 100 bodů, druhé bratrstvo získá 20 bodů a třetí nezíská nic. Vítězné bratrstvo na konci výcviku slavnostně dostane zbraně, rohaté helmice, které jsou typických znakem pro Skandijce a stráví jednu čestnou noc na stráži u Andomalu, největšího pokladu Skandie.
Šestnáctiletý Hal Mikkelson, jehož otec zemřel při nájezdu, je často terčem posměchu silnějších kluků díky své Araluenské matce Karině. Díky své vynalézavosti a pomoci svého nejlepšího přítele Stiga a starého mořského vlka Thorna, jenž sloužil na lodi s Halovým otcem Mikkelem, si postaví loď s revolučním trojúhelníkovým oplachtěním připomínající křídlo volavky. Při rozřazení se nedobrovolně stane vůdcem jednoho bratrstva, které je složeno z kluků, které zbylá dvě bratrstva nechtěla. V bratrstvu je spolu se Stigem, dobrosrdečným, ale skoro slepým Ingvarem, dvojčaty Ulfem a Wulfem, nenápadným, ale chytrým Edvinem, šikovným zlodějíčkem Jesperem a Stefanem, který umí velmi obratně napodobovat hlasy všech v Hallasholmu. Bratrstvo se na počest Halovy lodi pojmenuje Volavky.
Přestože je Volavek pouze osm, kdežto zbylá dvě bratrstva, Vlci a Žraloci mají po deseti členech, dokáží díky své chytrosti a vynalézavosti vyzrát nad ostatními bratrstvy a celkovou soutěž vyhrát. V průběhu tříměsíčního výcviku připlouvá do Hallasholmu poškozená loď piráta Zavaka. Loď poškodili záměrně, protože mají v plánu ukrást Andomal, o kterém se dozvěděli při přepadení skandijské obchodní flotily, kterou následně potopili.
Při čestné stráži Hal stanoví plán hlídek, jenže Ulf na hlídce usne a díky tomu Zavakovi muži ukradnou Andomal. Za tuto potupu zbaví Volavky skandijský oberjarl Erak vítězství v soutěži a přikáže jim, aby do deseti hodin odevzdali veškerou výstroj, včetně Halovy lodi. To ovšem Hal nepřipustí a spolu s Volavkami a Thornem se vydává pronásledovat Zavaka, aby získal Andomal zpátky a spolu s ním i čest a šanci na normální život ve Skandii.